# デニス・ジュン・パーキンソン
パーキンソン デニス 淳（パーキンソン デニス ジュン、2005年4月28日 - ）は、日本のサッカー選手。FCファマリカン所属。U18日本代表。ポジションはMF。日本生まれ、シンガポール&ポルトガル育ち。

## 経歴
イギリス人と日本人の間に生まれた。出生地は日本、シンガポールとポルトガルで育つ。イングランド国籍と日本国籍を有している。
2022年10月28日スペイン遠征に臨むU-18日本代表に選出。